# Şirvanlı Mehmed Rüşdi Pascià
Şirvanlı Mehmed Rüşdi Pascià (Amasya, 1828 – Ta'if, 23 settembre 1874) è stato un politico ottomano. Fu gran Visir dal 15 aprile 1873 al 15 febbraio 1874.